# Искровая ионизация
Искровая ионизация — метод, использующийся для ионизации проводящих материалов. В 30-х годах Демпстер представил искровой источник (также известный как искровая ионизация или искра в вакууме) для анализа изотопов металлов, то есть аналитов, не ионизируемых с помощью термоионизации. Начало использованию искровых источников положил Ханней в 1954 году, когда он представил прибор для анализа полупроводников.
В наиболее распространенная конфигурация: искровой разряд в вакууме генерируется между двумя электродами при помощи подачи переменного напряжения радиочастотного диапазона и амплитудой в несколько десятков киловольт. Концами электродов являются анализируемые образцы. Процессы в плазменном разряде вызывают испарение, атомизацию и ионизацию материала пробы. Генерируются в основном однозарядные атомарные ионы.
Метод эффективен при анализе твердых проб. Если образец порошкообразный, то он может быть спрессован до нужной формы.